# Hidari Jingorō

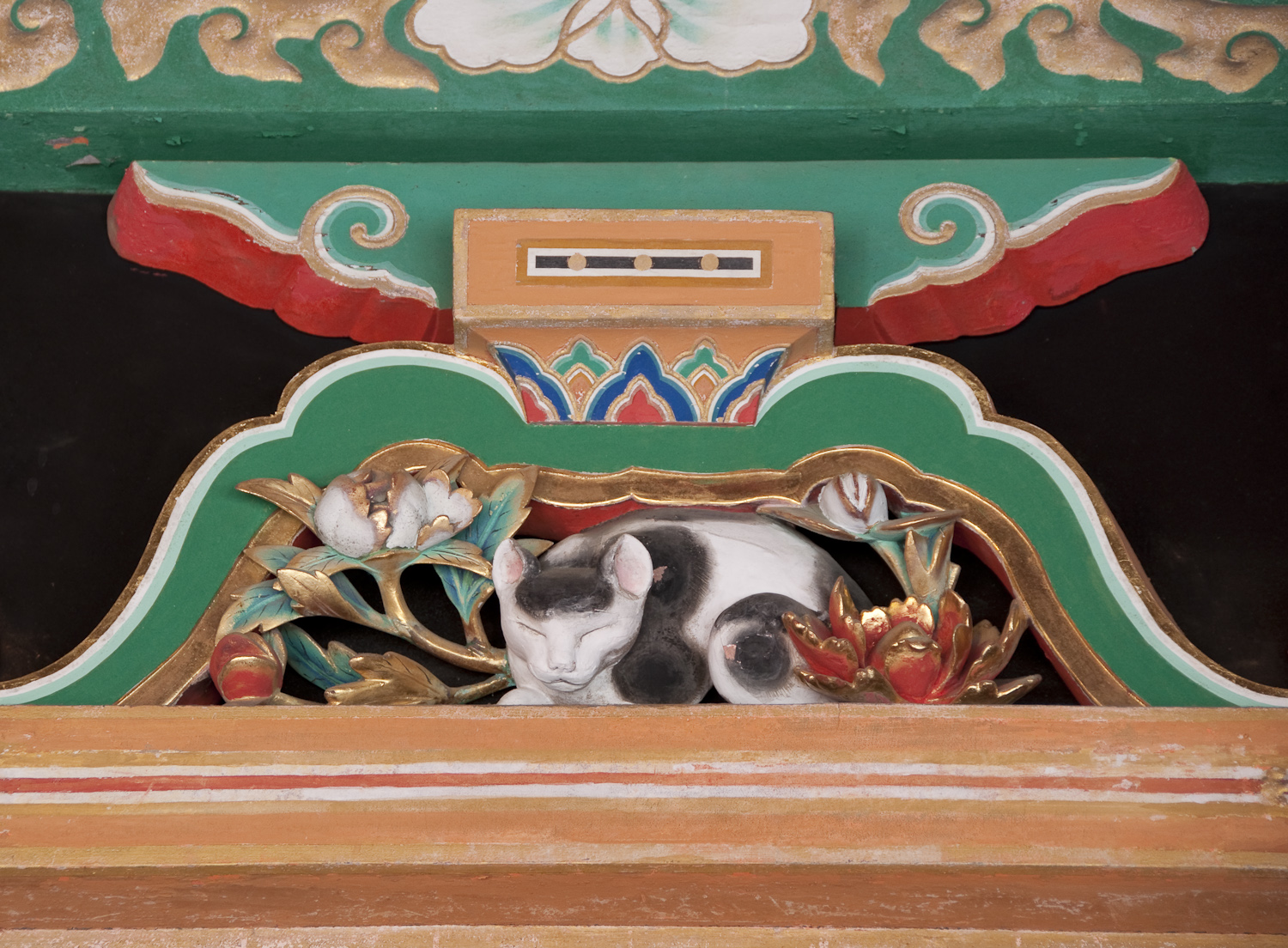
Schlafende Katze (Nikkō)

Hidari Jingorō (japanisch 左 甚五郎) war ein japanischer Architekt und Bildschnitzer Anfang des 17. Jahrhunderts.

## Leben und Wirken
Es existieren keine verlässlichen zeitgenössische Quellen, die die Existenz von Hidari Jingorō belegen. Immerhin wird im Empekiken-ki (遠碧軒-記), verfasst im Jahr 1660 von dem Historiker Kurokawa Dōryō (黒川 道祐; 1621–1693), berichtet, Hidari Jingorō sei ein Schüler von Kanō Eitoku gewesen und dass er für den 1607 erneuerten Kitano-Schrein Schnitzereien auf der Basis von Entwürfen Eitokus ausgeführt habe. Der Bericht fügt hinzu, dass er besonders gut mit der linken Hand schnitzen konnte. Im Jinrin-Kummō-zui (人倫 訓蒙 図彙) steht, dass ein Holzschnitzer, Hidari genannt, in der Tenshō-Ära (1573–1592) gelebt habe. Man nimmt an, dass dies sich auf Hidari Jingorō bezieht.
Das Kinsei-kiseki-kō (近世奇跡考), das 1804 von Santō Kyōden verfasst worden ist, enthält eine Genealogie der Hidari-Familie von Holzschnitzern. Nach dieser Quelle wurde Jingorō 1594 geboren und starb 1634. Sein Kindername war Tonematsu. Weiter steht in der Aufzeichnung, dass er ein Schüler des Yusa Yoheki in Fushimi in der Provinz Yamashiro wurde, wo er lernte, architektonische Details zu verzieren. Dort soll er den Namen Hidari Jingorō angenommen haben, da er Linkshänder war. Eigentlich war er herumziehender Schnitzer, blieb aber, wenn es erforderlich war, auch länger an einem Ort. Dieser Hidari Jingorō hier kann nicht derselbe sein, der im Empekiken-ki erwähnt wurde, aber der Querverweis vermittelt doch einen Eindruck davon, wie ein Holzschnitzer im späten 16. Jahrhundert arbeitete.
Es ist möglich, dass „Hidari Jingorō“ sich zu einer Zuschreibung für exzellente Schnitzereien entwickelt hat, so bei der berühmten „Schlafenden Katze“, der Nemuri-neko am Tōshōgū in Nikkō, die als so realistisch gilt, dass sie selbst schlafend allen Mäusen Angst mache, oder bei den auf- und absteigenden Drachen, die den Eingang zum kleinen Tōshōgū im Ueno-Park in Tōkyō schmücken.